# Knitta

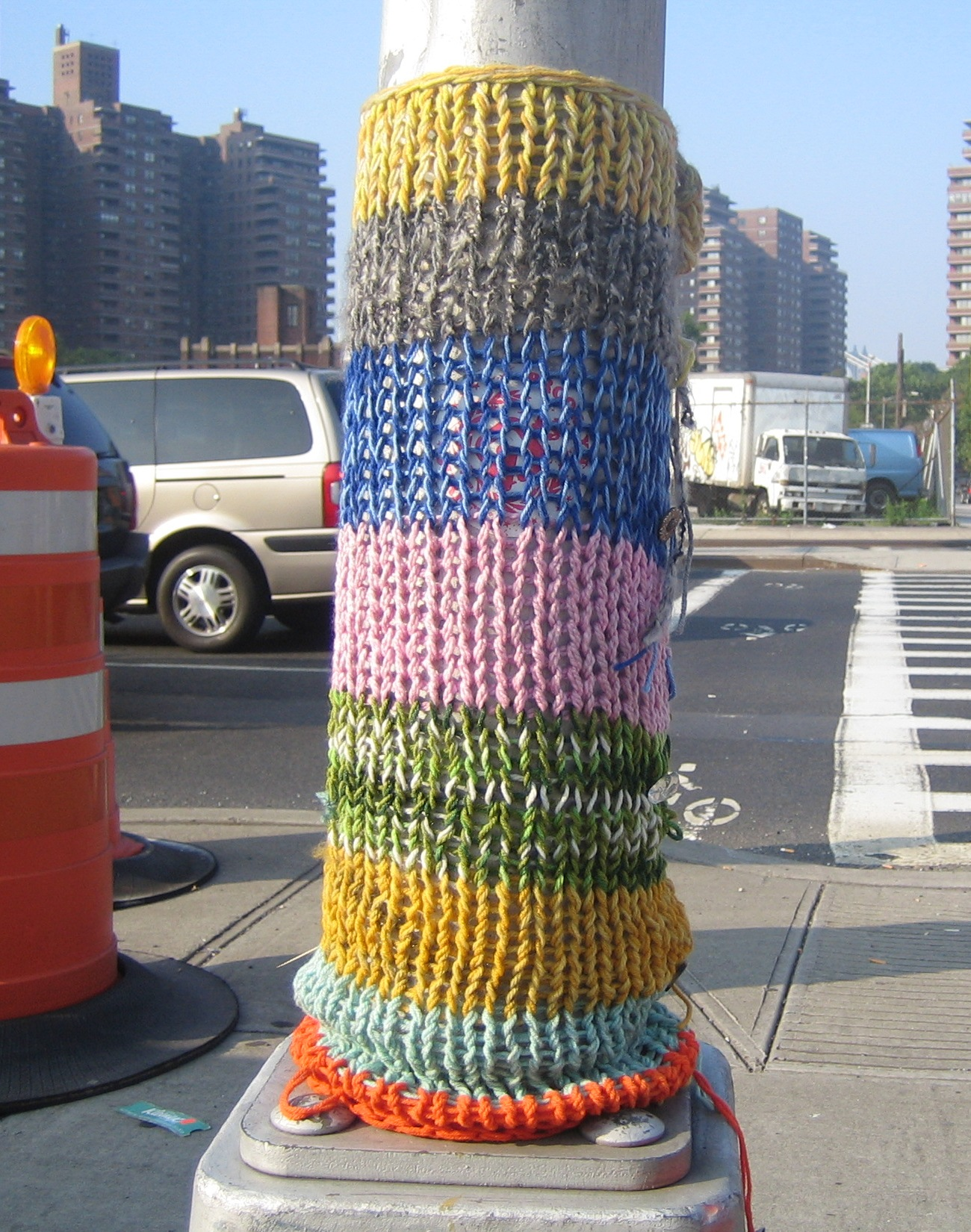
Calentador de mobiliario urbano en una esquina de Nueva York.

Knitta es un grupo estadounidense de taggers tricotadores que dejan sus obras en monumentos, mobiliario urbano y otros lugares públicos. A diferencia de los taggers tradicionales, Knitta emplea materiales que no dañan los soportes, como hilo y textil.
La misión del grupo es hacer el arte callejero «un poco más cálido y lanudo», de acuerdo con su miembro AKrylik.
Fundado en 2005 por dos mujeres del área metropolitana de Houston, Texas, Knitta ha crecido hasta tener once miembros. Una docena de grupos han seguido su ejemplo en otras partes del mundo. El grupo ha sido invitado a exhibir su arte en Los Ángeles y París, entre otras ciudades.

## Los comienzos
Los miembros de Knitta AKrylik y PolyCotN fundaron el grupo como forma de encauzar su frustración con proyectos inacabados, como jerséis a medio tejer. La primera obra fue un calentador para la manija de la puerta de la tienda de PolyCotN. Tanto a ella como a los clientes les encantó el resultado. Entonces pensó «Hagamos más».

### Origen del nombre
El nombre del grupo y los sobrenombres de los miembros del grupo fueron inspirados por el deseo de «asemejarse al grafiti, pero con elementos tricotados». El grupo mezcla la terminología del tricotado artesanal con el estilo hip-hop, así que cambiaron el nombre de Knitting a Knitta para «representar los alias tradicionales del arte callejero». PolyCotN y AKrylik inventaron sus propios nombres y luego crearon nombres para otros en una sesión de brainstorming que consideraron «una de las reuniones más hilarantes». Los nombres de los miembros incluyen Purl Nekklas, P-Knitty, The Knotorious N.I.T., MascuKnitity, y Granny SQ.
En diciembre de 2007 el grupo tenía cinco miembros femeninos y uno masculino, los cuales guardan el anonimato. Hay de cinco a doce grupos más en otras partes del mundo.

### Tagsen las calles
Normalmente dejan su obra los viernes por la noche y los domingos por la mañana; los miembros de Knitta dejan una etiqueta de papel cada vez, en la que pone «knitta please» o «whaddup knitta?» Usan como soporte árboles, postes de luz, verjas, bocas de incendio, monumentos y otros elementos urbanos. Los miembros de Knitta han dejado su marca en monumentos nacionales de envergadura, como la Gran Muralla china o Notre Dame de París.
El grupo emplea las fiestas señaladas como tema para sus obras, pues usan por ejemplo hilo rosa en San Valentín y brillante como espumillón en Nochevieja. Cuando Knitta no trabaja en un tema concreto lo hace concentrándose en un objetivo o área específicos.
El grupo y sus seguidores consideran sus grafitis «un método de embellecer el espacio público». Aunque lo que hacen está considerado vandalismo en algunos estados, no han sufrido represalias, probablemente porque es muy sencillo retirar las piezas tricotadas.

## Descubrimiento internacional

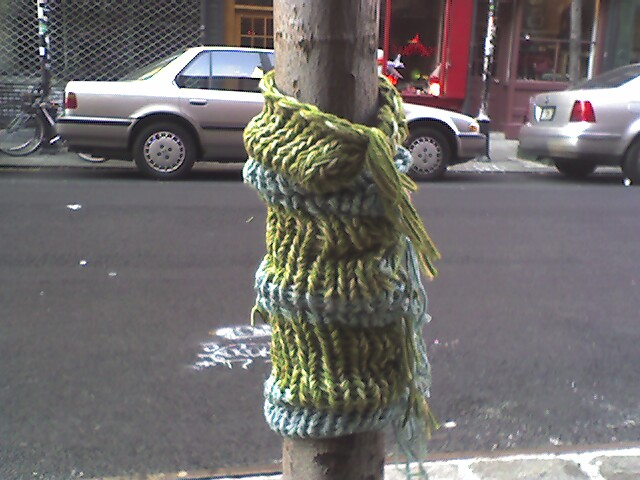
Una pieza de lana en Nueva York.

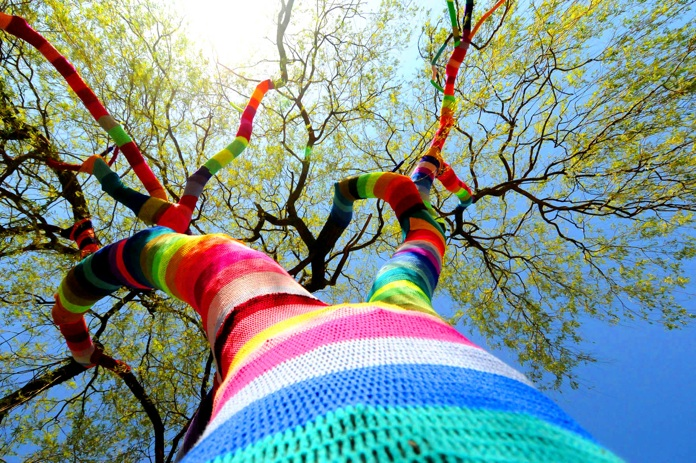
Un árbol en Velbert, Alemania, con su tronco y ramas decorados en 2011.

Tras conseguir despertar la atención internacional, el grupo decidió actuar en ciudades y objetivos mayores, empezando en Nueva York. Dos semanas más tarde estaban en Seattle, Washington, donde hicieron su primera obra a gran escala. Empleando más de 50 pies (15,24 m) de material tricotado que habían donado los voluntarios de su lista de correo, envolvieron una columna de monorraíl. Knitta pidió a sus fanes que dejaran sus tags en otros lugares y enviasen fotografías. La petición recibió una respuesta abrumadora.
El grupo cubrió con piezas de lana de dos pies de altura y dos pies y medio de longitud los troncos de 25 árboles de la mediana de la Allen Parkway de Houston en la Art Car parade en mayo de 2006. Un año más tarde Knitta fue invitado al Standard Hotel en Los Ángeles para que trabajasen sobre una caja de cristal que contiene diseños e ideas de moda. La caja está tras la mesa de recepción.
En mayo de 2007, para celebrar el 60.º aniversario de Bergère de Francia, el primer fabricante de hilo francés, la compañía invitó a Knitta a París para «revitalizar los paisajes urbanos con piezas obras tricotadas».
Knitta también ha dejado sus obras en El Salvador y Montreal, Canadá.